# Lasioglossum picadense
Lasioglossum picadense är en biart som först beskrevs av Embrik Strand 1910.  Lasioglossum picadense ingår i släktet smalbin, och familjen vägbin. Inga underarter finns listade i Catalogue of Life.